# Петухов, Сергей Александрович
Сергей Александрович Петухов (род. 22 декабря 1983 года) — российский легкоатлет, специализирующийся в беге на средние дистанции.

## Биография
Участник ряда всероссийских и международных турниров.
Чемпион России в помещениях 2011 года. Вице-чемпион России 2013 года.
Участвовал в чемпионате мира в Москве. Российская четвёрка в отборочном забеге победила с результатом 3:01.81 и вышла в финал.